# Мера-60
Мера-60 (MERA-60) — серия микрокомпьютеров производства ПНР, разработанный во второй половине 1970-х годов в Институте систем управления в Катовице. Серийное производство системы началось в 1979 году. Она производилась до конца восьмидесятых годов и массово экспортировалась в страны СЭВ в том числе СССР. Например в 1984 году из 427 выпущенных экземпляров 351 было продано за пределы Польши. Нашел применение в армии, ядерных исследованиях и университетах. Во время разработки были разработаны версии с различными механическими и электронными характеристиками, названные MERA-6xx.
Собирался из комплектующих производства стран СЭВ — микропроцессор серии микропроцессорного набора МДП БИС серии К590 производства СССР, программно совместимый с компьютерами серии PDP-11 Американской компании Digital Equipment Corporation, другие комплектующие производства Польши, Венгрии, Болгарии, ГДР.
Микрокомпьютер был предназначен для управления технологическими процессами, инженерными расчетами и научными исследованиями. Оснащался периферийными устройствами польского производства.
MERA-60 была модульной системой. Основным элементом системы была шина, состоящая из 16 линий данных и адресов и 23 линий управления. Процессор, модули памяти, отдельные стандартные модули и специальные модули были подключены к шине.
Дополнительные модули расширения:
- MDE-60 — интерфейс НГМД
- MDK-60 — модуль последовательной передачи информации
- MPR-60 — модуль ПЗУ
- MLP-60 — параллельный интерфейс для принтера DZM-180